# Elodia flavipalpis
Elodia flavipalpis là một loài ruồi trong họ Tachinidae.